# Glykoproteiny

Schéma stavby glykoproteinu

Glykoproteiny jsou proteiny s navázanými sacharidy. Proces, kterým se tyto sacharidy na protein navazují, se označuje glykosylace. Jedná se o jednu z možných posttranslačních modifikací proteinů. Termín „glykoprotein“ by neměl být zaměňován s proteoglykany a peptidoglykany.

## Biosyntéza
Glykosylace probíhá převážně v endoplazmatickém retikulu a v Golgiho aparátu. Podle typu vazby, kterou jsou sacharidy na proteiny navázány, dělíme glykoproteiny na N-glykoproteiny, O-glykoproteiny a nově také C-glykoproteiny a fosfoglykoproteiny. Enzymy katalyzující přenos a navázání sacharidů na proteiny se nazývají obecně glykosyltransferázy (např. galaktosyltransferáza – enzym přenášející galaktózu).
Kromě specifického, řízeného připojování sacharidů na proteiny může v organismu docházet i k nespecifickým, spontánním dějům – tzv. glykacím. Na rozdíl od glykosylací nespecifické glykace mohou poškodit funkci proteinů. Nespecifické glykace jsou problémem hlavně u lidí s cukrovkou, kteří při nedodržování diety trpí zvýšenou hladinou glukózy v krvi.
Glykoproteiny jsou typické hlavně pro eukaryota, nicméně glykosylované proteiny jsou známé i u prokaryot (převážně O-glykosylace).

## Skupiny glykoproteinů
Sacharidy jsou na protein vázány glykosidovou vazbou. Glykosidová vazba je speciální označení acetálové vazby u sacharidů. Sacharidy tvoří stabilní cyklické poloacetaly (reakcí jejich karbonylové skupiny s některou –OH na konci jejich řetězce), které jsou dále schopné reagovat s –OH nebo –NH2 skupinami (proteinů, jiných sacharidů, nukleotidových bází, ...) za tvorby acetalů.

### N-glykoproteiny
Oligosacharidy jsou vázány N-glykosidickou vazbou jsou na asparagin v sekvenci Asn-Xaa-Ser/Thr (kde Xaa může být jakákoliv aminokyselina kromě prolinu). K N-glykosylacím dochází v drsném endoplazmatickém retikulu během syntézy proteinu. Sacharidy se přenáší na protein en block (v kuse) v podobě tetradekasacharidu, který je pak dále v endoplazmatickém retikulu a Golgiho aparátu upravován. Důležitou roli v syntéze N-vázaných oligosacharidů hraje dolichol, izoprenoidní látka zakotvená v membráně endoplazmatického retikula, která slouží jako přenašeč sacharidů při syntéze.
U prokaryot také můžeme nalézt N-glykoproteiny, proces syntézy je obdobný eukaryotickému.

přehled N-vázaných oligosacharidů (N-glykanů)
základní N-glykan (syntetizovaný v ER)
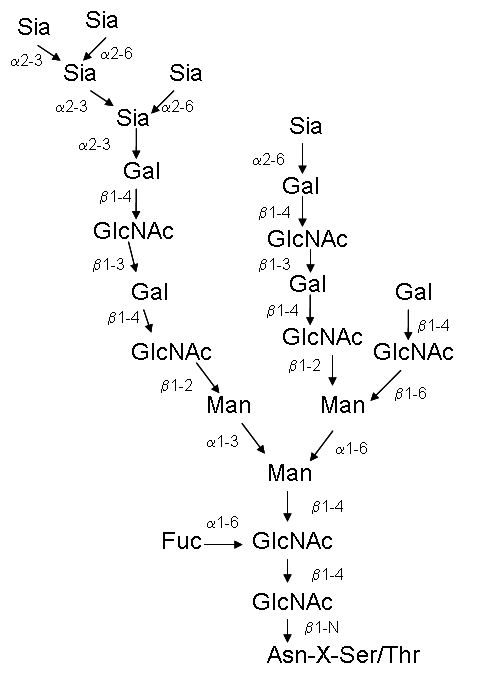
komplexní (laktosaminový)typ N-glykanu
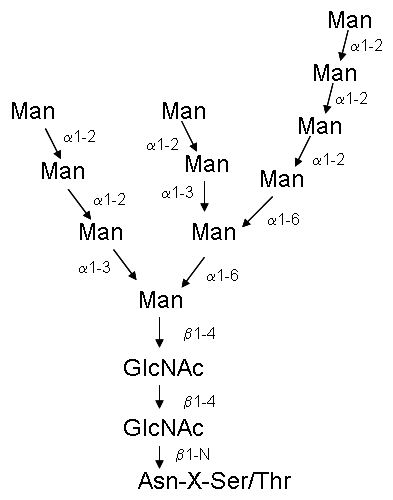
manózový typ N-glykanu
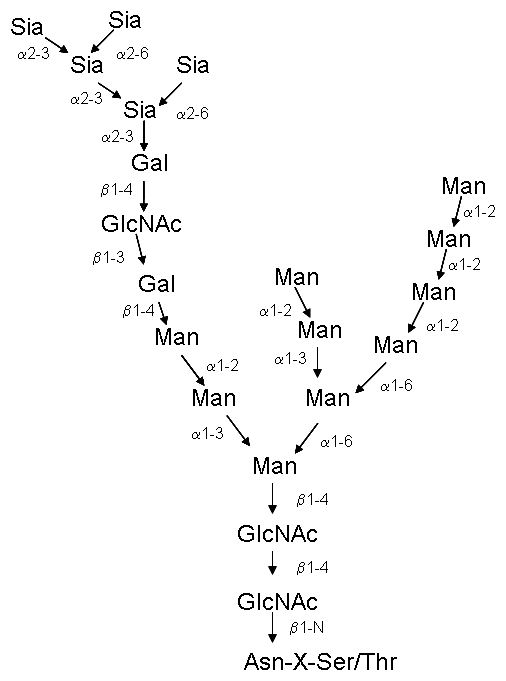
hybridní typ N-glykanu
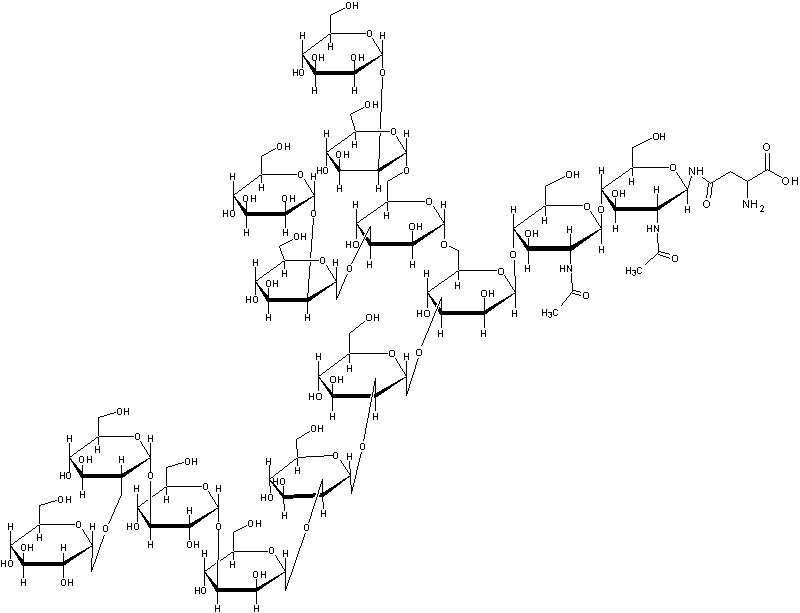
vzorec základního N-glykanu
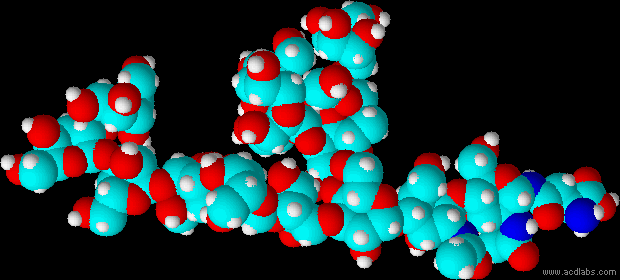
3D model základního N-glykanu

### O-glykoproteiny
O-glykoproteiny jsou proteiny, které mají připojené sacharidy na –OH skupinách svých serinů / threoninů. K O-glykosylaci dochází převážně v jednotlivých oddílech Golgiho aparátu. Sacharidy jsou připojovány na protein postupně ( na rozdíl od N-vázaných oligosacharidů) bez dolicholového prekurzoru
- mucinový typ – nejrozšířenější typ O-glykoproteinů u savců. Muciny a podobné proteiny jsou sekretovány sliznicemi. Muciny často obsahují velké množství navázaných sacharidů (až 50% (w/w)) většinou ve formě kratších oligosacharidů. Základem je vždy α-N-acetylgalaktosamin (α-GalNAc) navázaný na serin nebo threonin. Nebyla definována žádná specifická sekvence, která by rozhodovala o tom, který serin nebo threonin bude glykosylován, nicméně tyto seriny/theroniny se nalézají v oblastech bohatých na serin, threonin, alanin a prolin. Dalším rozhodujícím faktorem jsou sekundární a terciární struktury.

- proteoglykanový typ (O-xylosylace) – další rozšířenou skupinou proteinů s O-vázanými polysacharidy jsou proteoglykany. Proteoglykany tvoří podstatnou složku extracelulární hmoty a sekretů sliznic. Sacharidovou složkou jsou často kyselé polysacharidy typu heparansulfát, chondroitinsulfát apod. Prvním krokem glykosylace proteoglykanů je přidání β-xylosy na serin/threonin, který je vzápětí rozšířen na oligosacharid:GlcAβ(1-3)Galβ(1-3)Galβ(1-4)Xylβ-Ser. K tomuto oligosacharidu jsou opakovaně přidávány další monosacharidy (N-acetylglukosamin (GlcNAc) a glukuronová kyselina (GlcA). Takto nasyntetizovaný polysacharidový řetězec je dále upravován (N-deacetylace, epimerizace GlcA na kyselinu idunoronovou a O- a N- sulfatace).[6]

xylosa

- O-fukosylace – nově objevená O-glykosylace, která na rozdíl od ostatních neprobíhá v Golgiho aparátu, ale v endoplazmatickém retikulu.[7]

- O-GlcNAc glykosylace – vazba N-acetylglukosaminu (GlcNAc) na serin nebo threonin, na který už se většinou další sacharidy nevážou. Objevením tohoto typu glykosylace byla popřena dvě dogmata glykobiochemie: k O-GlcNAc glykosylaci dochází na rozdíl od ostatních glykosylací v cytoplasmě a jádře a O-GlcNAc není statickou modifikací, ale podobně jako fosforylace / defosfoylace proteinů slouží k rychlému ovlivnění funkce některých proteinů. Tento typ glykosylace se může podílet na regulaci transkripčních aktivit, enzymatických aktivit, ochraně před degradací proteinů proteasomem, nukleárním transportu.[8]

- O-manosylace [9]

### C-glykoproteiny
C-glykoproteiny jsou poměrně nově objevená skupina glykoproteinů u savců, ve kterých je D-manosa navázaná C-glykosidovou vazbou na C-2 uhlík tryptofanu, který je v sekvenci Trp-Xaa-Trp. K úpravě dochází v endoplazmatickém retikulu a donorem manosy je dolichol-manosa (viz N-glykopreteiny). Role C-glykosylace je doposud nejasná.

### Fosfoglykoproteiny
Fosfoglykoproteiny zahrnují několik skupin proteinů, které mají na připojený sacharid na Thr / Ser proteinu přes fosfodiesterovou vazbu. Tento typ glykosylace zatím nebyl nalezen u savců, což ji činí potenciálním cílem pro vývoj nových léků.

## Využívané sacharidy

Využívané sacharidy v glykoproteinech

Sacharidy využívané v biosyntéze (včetně glykosylací) nejsou většinou používány přímo, ale teprve po navázání na nukleotidové přenašeče. Tyto přenašeče jsou různé pro jednotlivé sacharidy.
| UDP                  | GDP      | CMP              |
| glukóza              | manóza   | sialové kyseliny |
| N-acetylglukosamin   | L-fukóza | -                |
| galaktóza            | -        | -                |
| N-acetylgalaktosamin | -        | -                |
| xylóza               | -        | -                |

příklady nukleotidových přenašečů s navázanými sacharidy
UDP-glukóza
GDP-manóza
CMP-kyselina neuraminová (Sia)

## Funkce
Sacharidy v glykoproteinech mají různé funkce, jako například:
- interakce leukocytů s endotheliem kapilár v místě infekce
- vznik rezervoáru spermií ve vejcovodu
- degradace nesprávně sbalených proteinů v endoplazmatickém retikulu pomocí N-vázaných polymanosových oligosacharidů.[12]

## Studium glykoproteinů

### Detekce glykoproteinů
- metoda dle Duboise – obecná metoda stanovení sacharidů založená na dehydrataci sacharidů kyselinou sírovou za vzniku furfuralů a jejich následná kondenzace s fenolem, která dává vzniknout žlutohnědému produktu, jehož koncentrace (odpovídající koncentraci původního sacharidu / sacharidů se dá spektrofotometricky stanovit.
- specifické barvení glykoproteinů v polyakrylamidovém gelu – proteiny jsou rozděleny pomocí SDS elektroforézy (SDS-PAGE), získaný polyakrylamidový gel se inkubuje v roztoku kyseliny jodisté, která oxiduje sacharidové složky glykoproteinů na dialdehydy. Ty pak v následujícím kroku redukují Ag+. Glykoproteiny se objeví jako hnědé proužky.
- lektinové studie – lektiny (proteiny, které jsou schopné specificky rozpoznávat a vázat určité mono- nebo oligosacharidy) se nechají zreagovat s proteiny. Jejich navázání je důkazem přítomnosti určitých (pro daný lektin specifických) sacharidových struktur.

### Sekvenace oligo- a polysacharidů
Na rozdíl od proteinů nebo nukleových kyselin tvoří sacharidy často větvené polymery, což výrazně komplikuje určování struktur. Navíc každý sacharid poskytuje většinou 5-6 míst (-OH skupin), na které se mohou další sacharidy vázat.
Pro určení, které hydroxylové skupiny jsou v oligo/polysacharidu volné se používá methylačích činidel, která nespecificky methylují tyto –OH skupiny. Po hydrolýze a rozdělení na jednotlivé monosacharidy se určí, které –OH skupiny se účastní vazeb a které jsou volné
Pro pořadí jednotlivých monosacharidů se využívá různých exoglykosidas (enzymů, které odštěpují sacharidy od vnějšího konce směrem k proteinu)

### Studium protein-sacharidových interakcí
- Metoda ELBA – analogie k metodě ELISA. Na dno polystyrenových mikrotitračních destiček se připevní glykoprotein (nebo oligosacharid / polysacharid), pak se k němu přidá zkoumaný předem biotinylovaný protein, o němž se předpokládá, že by mohl rozpoznávat sacharidovou část glykoproteinu. Po promytí, pokud došlo k interakci, zůstává biotinylový protein přichycen, což se vizualizuje pomocí avidin-peroxidázy (nebo avidin-alkalické fosfatázy). Během inkubace zkoumaných látek (glykoproteinu a biotinylovaného proteinu) se může do inkubační směsi přidat například monosacharid/ oligosacharid a sleduje se případná inhibice interakce.
- Western blot
- Použití glykosidáz a glykosyltransferáz – pomocí těchto skupin enzymů se modifikují sacharidové složky glykoproteinů a sleduje se vliv těchto modifikací na dané protein-sacharidové interakce (zesílení, zeslabení, objevení, vymizení)